# Wilmer Aguirre
Wilmer Alexander Aguirre Vázquez (Pisco, 5 maggio 1983) è un calciatore peruviano, attaccante del Template:Calcio San Marcos.

## Carriera

### Club
All'età di 14 anni venne notato dagli osservatori dell'Alianza Lima che lo inserirono nelle giovanili del club. Con la maglia biancoazzurra dell'Alianza debuttò tra i professionisti nel 2001. Restò nel club di Lima sino al 2006, anno in cui si trasferì in Europa per giocare con la squadra francese del Metz. La sua esperienza nel campionato francese durò meno di due anni prima di fare ritorno in patria per giocare nuovamente con l'Alianza. Il 25 maggio 2010 Aguirre passa al club messicano del San Luis con il quale firma un contratto triennale. Nel febbraio 2013 il giocatore torna all'Alianza Lima, la squadra con cui ha debuttato.

### Nazionale
Il 10 maggio 2006 esordì in nazionale nella partita disputata a Port of Spain tra la nazionale di Trinidad e Tobago e quella peruviana.

## Statistiche

### Cronologia presenze e reti in nazionale
| Cronologia completa delle presenze e delle reti in nazionale ― Perù | Cronologia completa delle presenze e delle reti in nazionale ― Perù | Cronologia completa delle presenze e delle reti in nazionale ― Perù | Cronologia completa delle presenze e delle reti in nazionale ― Perù | Cronologia completa delle presenze e delle reti in nazionale ― Perù | Cronologia completa delle presenze e delle reti in nazionale ― Perù | Cronologia completa delle presenze e delle reti in nazionale ― Perù | Cronologia completa delle presenze e delle reti in nazionale ― Perù |
| Data                                                                | Città                                                               | In casa                                                             | Risultato                                                           | Ospiti                                                              | Competizione                                                        | Reti                                                                | Note                                                                |
| ------------------------------------------------------------------- | ------------------------------------------------------------------- | ------------------------------------------------------------------- | ------------------------------------------------------------------- | ------------------------------------------------------------------- | ------------------------------------------------------------------- | ------------------------------------------------------------------- | ------------------------------------------------------------------- |
| 10-5-2006                                                           | Port of Spain                                                       | Trinidad e Tobago                                                   | 1 – 1                                                               | Perù                                                                | Amichevole                                                          | -                                                                   | [ 4 ]                                                               |
| 8-9-2007                                                            | Lima                                                                | Perù                                                                | 2 – 2                                                               | Colombia                                                            | Amichevole                                                          | -                                                                   | [ 5 ]                                                               |
| 12-9-2007                                                           | Lima                                                                | Perù                                                                | 2 – 0                                                               | Bolivia                                                             | Amichevole                                                          | -                                                                   | [ 6 ]                                                               |
| 11-10-2008                                                          | La Paz                                                              | Bolivia                                                             | 3 – 0                                                               | Perù                                                                | Qual. Mondiali 2010                                                 | -                                                                   | [ 7 ]                                                               |
| 8-2-2011                                                            | Moquegua                                                            | Perù                                                                | 1 – 0                                                               | Panama                                                              | Amichevole                                                          | -                                                                   |                                                                     |
| 3-9-2011                                                            | Lima                                                                | Perù                                                                | 2 – 2                                                               | Bolivia                                                             | Amichevole                                                          | -                                                                   |                                                                     |
| 6-9-2011                                                            | La Paz                                                              | Bolivia                                                             | 0 – 0                                                               | Perù                                                                | Amichevole                                                          | -                                                                   |                                                                     |
| 12-10-2012                                                          | La Paz                                                              | Bolivia                                                             | 1 – 1                                                               | Perù                                                                | Qual. Mondiali 2014                                                 | -                                                                   |                                                                     |
| Totale                                                              |                                                                     | Presenze                                                            | 8                                                                   |                                                                     | Reti                                                                | 0                                                                   |                                                                     |

## Palmarès

### Club

#### Competizioni nazionali
- Campeonato Descentralizado: 4

Alianza Lima: 2001, 2003, 2004, 2006